# Compagnie des phosphates et des chemins de fer de Gafsa
La Compagnie des phosphates et des chemins de fer de Gafsa (sigla CFG) era una società, fondata nel 1897, per lo sfruttamento delle miniere di fosfati nella regione di Métlaoui, nel sud della Tunisia; ottenne anche la concessione per la costruzione di una rete ferroviaria di 250 km usata per il trasporto dei minerali fino al porto di Sfax e per trasporto di persone su alcuni dei collegamenti.

## Storia

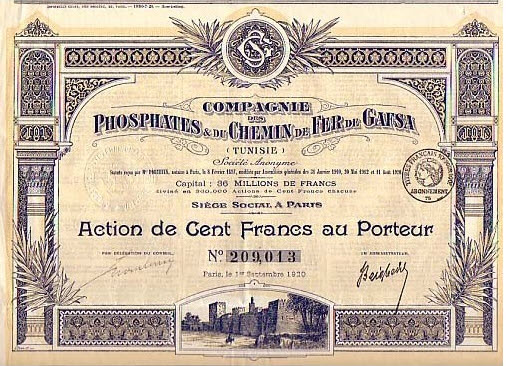
Certificato azionario da 100 f della CFG del 1920

Tra 1885 e 1886 il geologo francese Philippe Thomas scoprì un vasto giacimento di fosfato nel sud-ovest della Tunisia.
Una società di investimento, rappresentata da Maurice de Robert firmò un contratto con Georges Pavillier, direttore dei lavori pubblici in Tunisia il 15 agosto 1896 con cui otteneva per 60 anni la concessione esclusiva per l'estrazione del fosfato. Per il trasporto venne costruita una ferrovia da Sfax a Gafsa prolungandola poi fino a Wadi Selja e ad altri punti della zona mineraria. Furono concessi anche 30.000 ettari di terreno agricolo demaniale, a titolo gratuito, nella zona di Sfax.

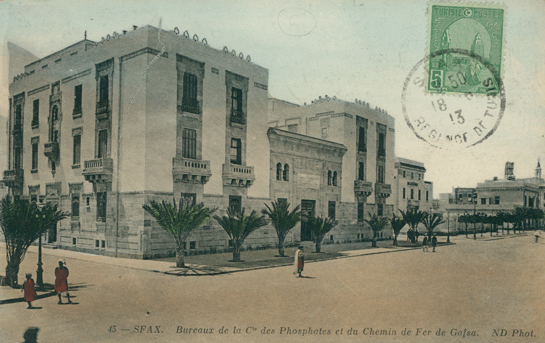
Palazzo sede della compagnia a Sfax, nel 1900

Dal 22 maggio 1897 un decreto del Bey approvava la fondazione della società CFG cui Maurice de Robert cedette i diritti di concessione.
Il finanziamento fu provvisto da due banche private svizzere, il Gruppo Mirabaud e la Banca Hottinger & Cie coinvolte anche nella Société Mokta El Hadid che si occupava dell'estrazione di minerale di ferro e al gruppo Robert de Nervo. In essa era interessato anche Paulin Talabot presidente del Consiglio di amministrazione della Mokta El Hadid fino al 1883.
Nel 1899 la CFG aprì la ferrovia per Métlaoui, zona di miniere, giungendo nel 1907 a Redeyef e nel 1912 a Moularès.
L'azienda ferroviaria, nel 1967, dopo la scadenza della concessione fu rilevata dalla Société Nationale des Chemins de Fer Tunisiens (SNCFT); la compagnia mineraria fu nazionalizzata nel 1976 divenendo Compagnie des phosphates de Gafsa.

## Area di sfruttamento
La zona mineraria concessa alla società comprendeva un'area di 50 km di lunghezza e 10 km di larghezza situata a sud ovest di Gafsa e nei pressi del confine con l'Algeria. Comprendeva le catene montuose Zitoun, Zimra, Alima, Seldja, Metlaoui e Stah come pure a nord in prossimità dei monti di Tamerza. Per continuare l'estrazione la società ottenne diritti esclusivi, alle stesse condizioni dei depositi di fosfato già noti, anche di quelli da individuare sul territorio tunisino a sud di Sfax e a nord di El Hamma. Il minerale estratto veniva trasportato in treno a Sfax per il trattamento. Nel 1955 oltre metà dei fosfati dell'Algeria e della Tunisia era prodotta dalla CFG e rappresentava circa un quarto della produzione del Nord Africa. Per molti anni il bilancio dello Stato tunisino venne finanziato con i proventi dell'estrazione di fosfati.

## Produzione
Nel 1906 vennero esportate 600.000 t; nel 1907 754.565 t delle quali 296.262 t in Francia, 185.156 t in Italia, 136.041 t in Gran Bretagna.. Negli anni venti 
la produzione aveva raggiunto circa 3 milioni di tonnellate l'anno. Un crollo dell'estrazione avvenne durante la seconda guerra mondiale tornando poi a salire fino a quasi 2 milioni di tonnellate. Veniva impiegata manodopera di vari paesi, Algeria, Libia e Marocco, alloggiata in misere capanne, oltre a minatori locali. Nel 1955 i dipendenti nel settore minerario erano 5265 di cui solo l'8% europei. 
.

## Linee ferroviarie della società

### Tratte

Rete CFG

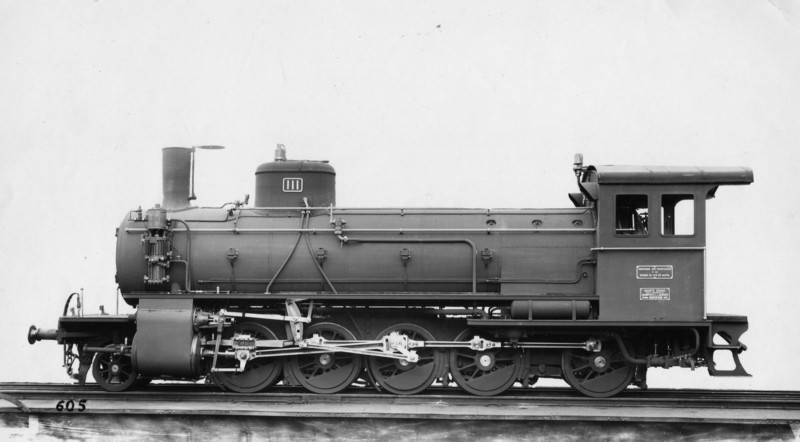
locomotiva SLM CFG 111

La CFG costruì una rete ferroviaria a scartamento metrico. La linea principale, della lunghezza di 242.2 km, collegava Sfax-Graïba-Meknessi -Gafsa e Métlaoui; venne inaugurata il 20 novembre 1899. Seguì la linea diramata per Zebbeus che si estende attraverso le gole di Selja oltre Redeyef. Nel 1913 fu realizzato un ramo per Tozeur, finanziato dal governo. Durante la prima guerra mondiale a spese dello Stato fu aperto il tratto per Gabès e nel 1921 fu inserito come diramazione provvisoria della ferrovia. Nel 1970 la SNCFT costruì un prolungamento di 13 km fino a Sehib. 
Nel 1917 circolavano 16 treni al giorno sulla linea principale di cui due erano misti. Nel 1955 la ferrovia aveva un organico di 1764 dipendenti. 
La rete CFG era dello stesso scartamento, metrico, delle linee sud della Compagnie des chemins de fer Bône-Guelma (CBG) con cui si collegava nella stazione di Sfax per Tunisi. All'altro estremo a Henchir-Souatir si connetteva con la linea aperta nel 1909, Kasserine-Susa, che porta direttamente a Susa.
Il collegamento diretto da Gafsa a Gabès fu aperto nel 1983 dalla SNCFT

#### Date di apertura
| Percorso                            | Lunghezza | Apertura         |
| ----------------------------------- | --------- | ---------------- |
| Sfax–Graïba–Meknessi–Gafsa–Métlaoui | 242,2 km  | 20 novembre 1899 |
| Meknessi–Zebbeus                    | 10,8 km   | 1899             |
| Métlaoui–Tabeddit–Redeyef           | 44,1 km   | 1907             |
| Métlaoui–Tozeur                     | 54,2 km   | 1 marzo 1913     |
| Moularès–Henchir-Souatir            | 11,9 km   | 1907             |
| Tabeditt–Moularès                   | 8,8 km    | 1909             |
| Graïba–Gabès                        | 83,1 km   | 2 luglio 1916    |
| El Aguila–Mdhila                    | 13,7 km   | 1921             |
| Mdhilla-Gare–Mdhilla-Mines          | 7,5 km    | 1921             |

### Materiale rotabile

#### Locomotive a vapore

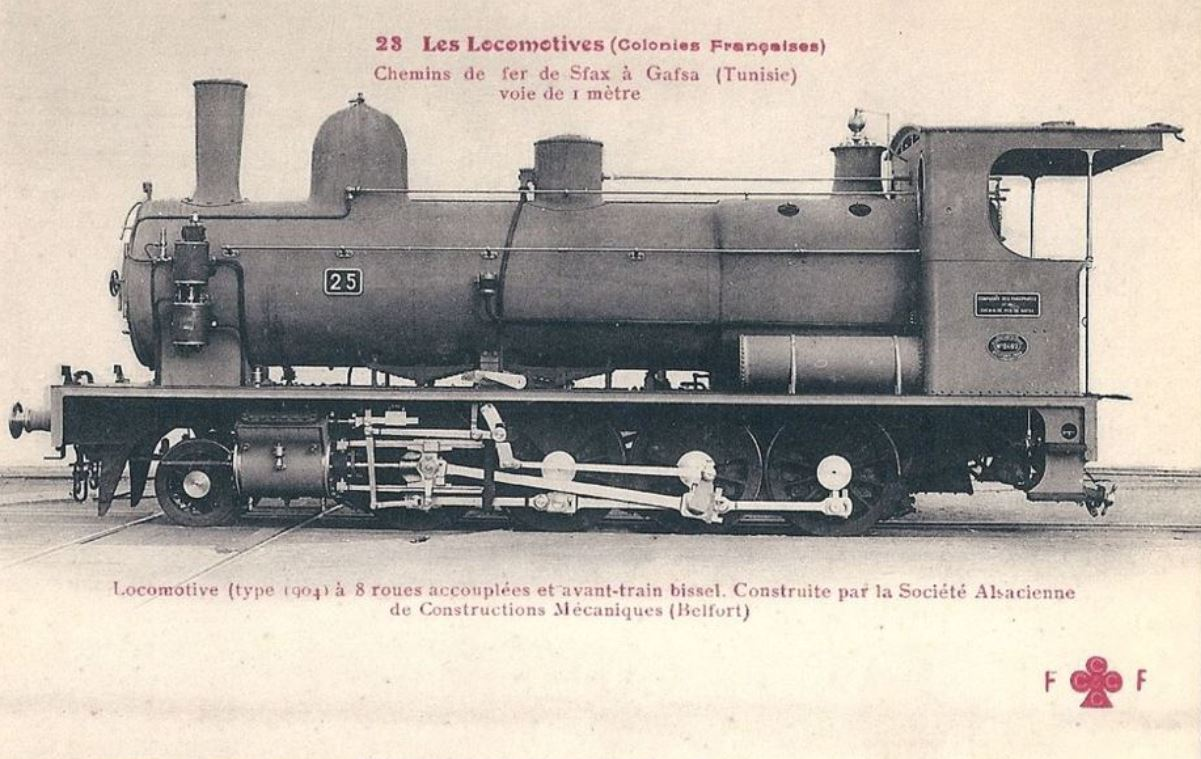
Locomotiva N. 25 costruita da SACM a Belfort

Locomotiva N. 82 costruita da SLM

Le locomotive a vapore della CFG erano quasi tutte di costruzione Corpet-Louvet, di Parigi (17 unità), e di SLM di Winterthur (44 unità).
| gruppo  | quantità | rodiggio | fabbrica                                           | anno | numero di fabbrica |
| ------- | -------- | -------- | -------------------------------------------------- | ---- | ------------------ |
| 1–3     | 3        | 1′C      | Corpet-Louvet                                      | 1898 | 699–701            |
| 4–8     | 5        | 1′C      | Corpet-Louvet                                      | 1899 | 724–728            |
| 9–12    | 4        | 1′C      | Corpet-Louvet                                      | 1899 | 734–737            |
| 13–17   | 5        | 1′C      | Corpet-Louvet                                      | 1900 | 822–826            |
| 18–26   | 9        | 1′D      | Elsässische Maschinenbau-Gesellschaft Grafenstaden | 1905 |                    |
| 81–90   | 10       | 1′E      | SLM                                                | 1908 |                    |
| 91–96   | 6        | 1′E      | SLM                                                | 1909 |                    |
| 97–100  | 4        | 1′E      | SLM                                                | 1913 |                    |
| 101–106 | 6        | 1′E      | SLM                                                | 1914 |                    |
| 107–110 | 4        | 1′E      | SLM                                                | 1909 |                    |
| 111–116 | 6        | 1′E      | SLM                                                | 1925 |                    |
| 117–    |          | 1′E      | Società Franco-Belga                               |      |                    |
| 151–154 | 4        | D        | SLM                                                | 1913 |                    |
| 155–158 | 4        | D        | SLM                                                | 1925 |                    |

#### Locomotive Diesel
| Gruppo  |    | rodiggio | fabbrica                  | anno           | numero di fabbrica            | trasmissione |
| ------- | -- | -------- | ------------------------- | -------------- | ----------------------------- | ------------ |
| 201–217 | 17 | Bo′Bo′   | Alsthom, Sulzer           | 1950           |                               | elettrica    |
| 301–314 | 4  | Bo′Bo′   | Whitcomb Locomotive Works | 1949-50        | 61 067–61 080                 | elettrica    |
| 351–354 | 4  | B        | Decauville                | 1955           |                               | idraulica    |
| 401–404 | 4  | Bo′Bo′   | GE                        | 1962           | 34574–34577                   | elettrica    |
| 405–408 | 4  | Bo′Bo′   | GE                        | 1965           | 35687–690                     | elettrica    |
| 501–506 | 6  | Co′Co′   | EMD                       | 1964 1965 1966 | 28354–355 30326–327 31867–868 | elettrica    |